# Лигостов, Вильям Алексеевич
Вильям Алексеевич Лигостов (20 марта 1930, Червоновершка (ныне Кропивницкий район Кировоградской области Украины) — 8 марта 2002, Киев) — украинский и советский прозаик, поэт, драматург, юморист. Журналист.

## Биография
В 1954 году окончил Киевский университет. Работал в редакциях газет «Радянське Поділля», «Молодь України», журналов «Ранок», «Перець», «Дніпро», в ежегоднике «Наука і культура».
Член Союза писателей Украины с 1970 года.
С 1984 — редактор издательства «Український письменник».

## Творчество
Автор стихов, юморесок, водевилей, пьес, в основном, сатирической тематики, в которых, используя элементы фантастики и гротеска, высмеивал всё то, что противоречило морали советского человека.
Некоторые стихи поэта положены на музыку, ряд пьес поставлены в театрах Симферополя, Николаева, Луганска, Дрогобыча.

## Избранные произведения
- «Катастрофа в раю» (1967),
- «Подорож до Ельдорадо» (1971, 1983),
- «Заберіть свій мільйон!» (1975),
- «Золотий глечик» (1977),
- «Як знайти ідеальну дружину»,
- «Вічний поєдинок» (1981),
- «Притча про двох зятів — дурного і мудрого» (1983),
- «Найсвятіше» (1989).